# Mario Cavalla
Mario Egidio Giuseppe Cavalla (ur. 22 marca 1902 w Turynie, zm. 1 stycznia 1962 w Bordighera) – włoski skoczek narciarski. Uczestnik I Zimowych Igrzyskach Olimpijskich.

## Igrzyska olimpijskie

### Indywidualnie
| 1924 Chamonix | – | 19. miejsce |

### Starty M. Cavalli na igrzyskach olimpijskich – szczegółowo
| Miejsce | Dzień    | Rok  | Miejscowość | Skocznia             | Punkt K | Konkurs  | Skok 1 | Skok 2 | Nota       | Strata    | Zwycięzca          |
| ------- | -------- | ---- | ----------- | -------------------- | ------- | -------- | ------ | ------ | ---------- | --------- | ------------------ |
| 19.     | 4 lutego | 1924 | Chamonix    | Tremplin aux Bossons | K-95    | indywid. | 32,0 m | 32,5 m | 12,605 pkt | 6,355 pkt | Jacob Tullin Thams |